# Jean-Claude Piquard
Jean-Claude Piquard  né le 29 mars 1952 à Sèvres (Seine) est un ergothérapeute, sexologue et essayiste.

## Biographie
Jean-Claude Piquard est ergothérapeute et vit près de Montpellier.
Il enseigne à l’Institut de formation en ergothérapie de Montpellier.
À partir de 2002,  il propose une définition de l’orgasme dans son premier livre : Les deux extases sexuelles, la jouissance et l’orgasme. En 2006, il suit la formation de sexologue clinicien à la Faculté de médecine de Montpellier, puis ouvre une consultation à Montpellier.
Durant cette formation, Jean-Claude Piquard fait un constat : point de clitoris, ni dans les cours, ni dans les congrès ! 
Il recherche alors l’origine de ce qu'il nomme "l'obscurantisme clitoridien"  et la synthétise dans son deuxième livre : La fabuleuse histoire du clitoris. L'ouvrage est la première tentative de synthèse historique et scientifique sur le clitoris.
Lors de la journée de l'orgasme 2014, Jean-Claude Piquard et la sexologue Marie-Noëlle Lanuit, lancent une expérience scientifique dont le but est de mesurer la fréquence cardiaque lors de l'orgasme. Près de deux cents participants se sont branchés ce soir-là à un cardiofréquencemètre pendant leurs rapports sexuels pour mesurer la fluctuation de leur rythme cardiaque.
En 2018 sort son troisième ouvrage: Du bon usage du sexe, une enquête originale qui démontre comment la politique, l’économie, et la religion se sont glissées dans le lit des Français.

## Œuvres
- 2006 - Les deux extases sexuelles, la jouissance et l’orgasme, éd Presses libres
- 2013 - La fabuleuse histoire du clitoris (préf. Julie Muret), Saint-Martin-de-Londres, H&O, coll. « Au féminin », 9 novembre 2013, 188 p. (ISBN 978-2-84547-265-5)
- 2018 - Du bon usage du sexe , éd H&O [9]

## Articles
- Où en sommes-nous de la révolution sexuelle[10] ?

## Filmographie
- Le Clitoris, court métrage d'animation de Lori-Malépart Traversy inspiré de l'œuvre de Jean-Claude Piquard “La Fabuleuse Histoire du Clitoris” [11]